# Girardot FC
Girardot FC (offiziell Corporación Deportiva y Social Girardot Fútbol Club) ist ein ehemaliger kolumbianischer Fußballverein, der in Girardot, Cundinamarca, ansässig war. Der Verein spielte vierzehn Jahre in der Categoría Primera B.

## Geschichte
Girardot FC wurde 1995 gegründet und nahm erstmals in der Saison 1995/96 am Spielbetrieb der zweiten kolumbianischen Liga teil. Direkt in der ersten Saison erreichte der Verein seinen größten Erfolg und wurde Vizemeister.
Diesen Erfolg konnte der Verein nicht wiederholen, spielte aber die nächsten vierzehn Spielzeiten in der Categoría Primera B. Nach der Spielzeit 2008 entschieden die Verantwortlichen aufgrund fehlender finanzieller Unterstützung in Girardot mit dem Verein nach Palmira umzuziehen und ihn in Deportes Palmira umzubenennen. Vorher war auch ein Umzug nach Yopal diskutiert worden.

## Stadion
Girardot FC absolvierte seine Heimspiele im Estadio Luis Antonio Duque Peña, das eine Kapazität von etwa 15.000 Plätzen hat.

## Erfolge
- Vizemeister der Categoría Primera B: 1995/96